# Берти, Эдуардо

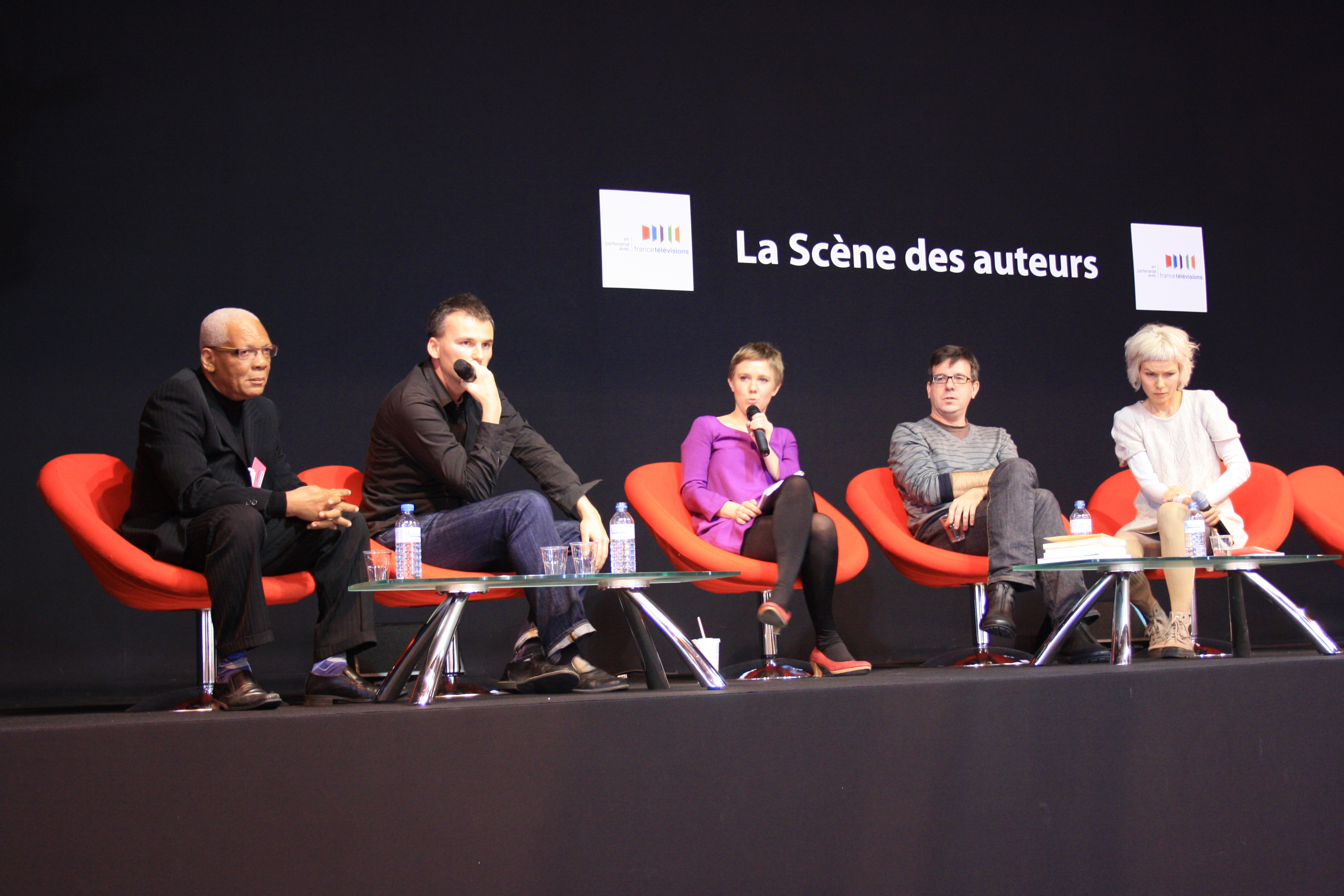
Эдуардо Берти (второй справа) на Парижском книжном салоне, 2011

Эдуардо Берти (исп. Eduardo Berti; род. ноябрь 1964, Буэнос-Айрес) — аргентинский филолог, писатель и журналист, переводчик, сценарист.

## Биография
Дебютировал книгой новелл Птицы (1994), которая была встречена заинтересованными отзывами критики, получила несколько премий и отмечена в аргентинской печати как лучшая книга года. В 1998 поселился во Франции, работал в испаноязычной и французской прессе. В 2006 вернулся в Аргентину. Работает в издательстве, переводит с французского и английского (перевел, среди прочего, прозу Диккенса, малоизвестный роман Джейн Остин, записные книжки Натаниэля Готорна, книгу Альберто Мангеля Рядом с Борхесом и др.), составил несколько антологий французской и англоязычной прозы на испанском языке, а испаноязычной — на французском, выступает как сценарист. В настоящее время живёт в Мадриде.

## Книги
- Птицы/ Los pájaros (1994, новеллы)
- Вода/ Agua (1997, роман, номинация на премию Фемина)
- Жена Векфилда/ La mujer de Wakefield (1999, роман по мотивам новеллы Готорна Векфилд)
- Несбыточная жизнь/ La vida imposible (2002, микроновеллы)
- Все Фунесы/ Todos los Funes (2004, роман по мотивам новеллы Борхеса Фунес, чудо памяти, номинация на премию Эрральде и премию Ромуло Гальегоса, причислен британской газетой Times Literary Supplement к лучшим книгам года)
- Зеркальца/ Los pequeños espejos (2007, афоризмы и микроновеллы)
- Призрак боксера/ La sombra del púgil (2008, роман)
- Незабываемое/ Lo inolvidable (2010, новеллы)
- Воображаемая страна/ El país imaginado (2011, роман, премия аргентинского издательства Эмесе)

## Признание
Книги Берти переведены на английский, французский, португальский, турецкий, японский и корейский языки.